# Итаэте
Итаэте (порт. Itaeté)  —  муниципалитет в Бразилии, входит в штат Баия. Составная часть мезорегиона Юго-центральная часть штата Баия. Входит в экономико-статистический микрорегион Сеабра. Население составляет 13 795 человек на 2006 год. Занимает площадь 1194,489 км². Плотность населения — 11,5 чел./км².

## Статистика
- Валовой внутренний продукт на 2003 год составляет 25 014 321,00 реалов (данные: Бразильский институт географии и статистики).
- Валовой внутренний продукт на душу населения на 2003 год составляет 1800,63 реалов (данные: Бразильский институт географии и статистики).
- Индекс развития человеческого потенциала на 2000 год составляет 0,582 (данные: Программа развития ООН).